# Comuna Șura Mare, Sibiu
Șura Mare (în maghiară: Nagycsũr, în germană: Grossscheuern) este o comună în județul Sibiu, Transilvania, România, formată din satele Hamba și Șura Mare (reședința).

## Demografie
Componența etnică a comunei Șura Mare
     Români (85,34%)
     Alte etnii (1,57%)
     Necunoscută (13,09%)
Componența confesională a comunei Șura Mare
     Ortodocși (77,88%)
     Penticostali (2,63%)
     Greco-catolici (1,83%)
     Alte religii (3,33%)
     Necunoscută (14,33%)
Conform recensământului efectuat în 2021, populația comunei Șura Mare se ridică la 4.529 de locuitori, în creștere față de recensământul anterior din 2011, când fuseseră înregistrați 3.769 de locuitori. Majoritatea locuitorilor sunt români (85,34%), iar pentru 13,09% nu se cunoaște apartenența etnică. Din punct de vedere confesional, majoritatea locuitorilor sunt ortodocși (77,88%), cu minorități de penticostali (2,63%) și greco-catolici (1,83%), iar pentru 14,33% nu se cunoaște apartenența confesională.

## Politică și administrație
Comuna Șura Mare este administrată de un primar și un consiliu local compus din 15 consilieri. Primarul, Ionuț Maier[*], de la Partidul Național Liberal, este în funcție din octombrie 2020. Începând cu alegerile locale din 2024, consiliul local are următoarea componență pe partide politice:
|  | Partid                    | Consilieri | Componența Consiliului | Componența Consiliului | Componența Consiliului | Componența Consiliului | Componența Consiliului | Componența Consiliului | Componența Consiliului | Componența Consiliului | Componența Consiliului |
|  | ------------------------- | ---------- | ---------------------- | ---------------------- | ---------------------- | ---------------------- | ---------------------- | ---------------------- | ---------------------- | ---------------------- | ---------------------- |
|  | Partidul Național Liberal | 9          |                        |                        |                        |                        |                        |                        |                        |                        |                        |
|  | Partidul Social Democrat  | 5          |                        |                        |                        |                        |                        |                        |                        |                        |                        |
|  | Partidul Ecologist Român  | 1          |                        |                        |                        |                        |                        |                        |                        |                        |                        |

## Atracții turistice
- Biserica Evanghelică fortificată din satul Hamba
- Biserica Evanghelică fortificată din satul Șura Mare, construcție secolul al XIII-lea
- Insulele stepice Șura Mică - Slimnic (sit de importanță comunitară inclus în rețeaua europeană Natura 2000 în România).

## Primarii comunei
- 1996[7] - 2000 - Avram Nicolae, de la MER
- 2000[8] - 2004 - Avram Nicolae, de la PD
- 2004[9] - 2008 - Avram Nicolae, de la PSD
- 2008[10] - 2012 - Avram Nicolae, de la PSD
- 2012[11] - 2016 - Nicolae Avram, de la USL
- 2016[12] - 2020 - Marin Cornel-Liviu, de la PSD

## Imagini

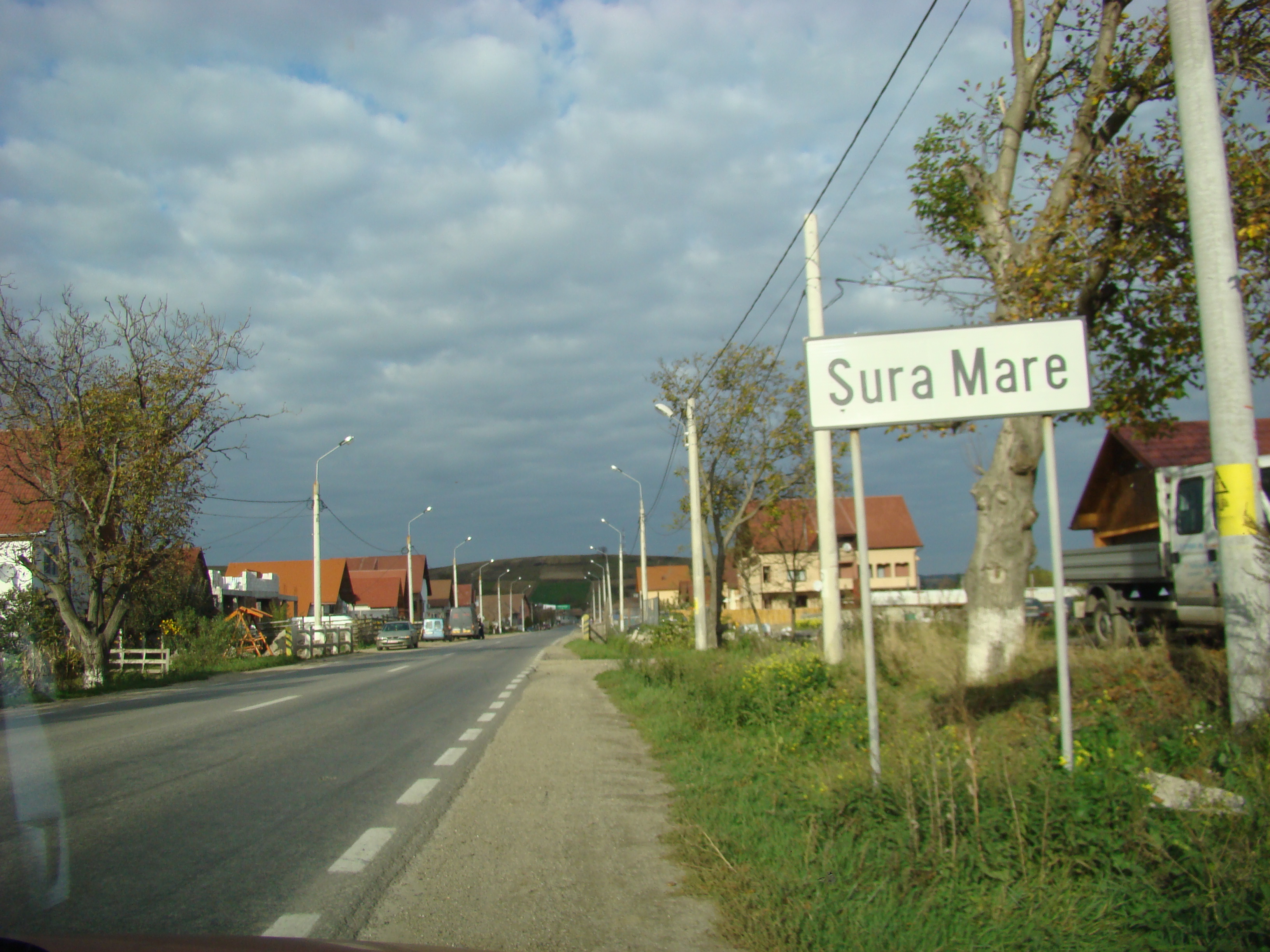
Intrarea în localitate
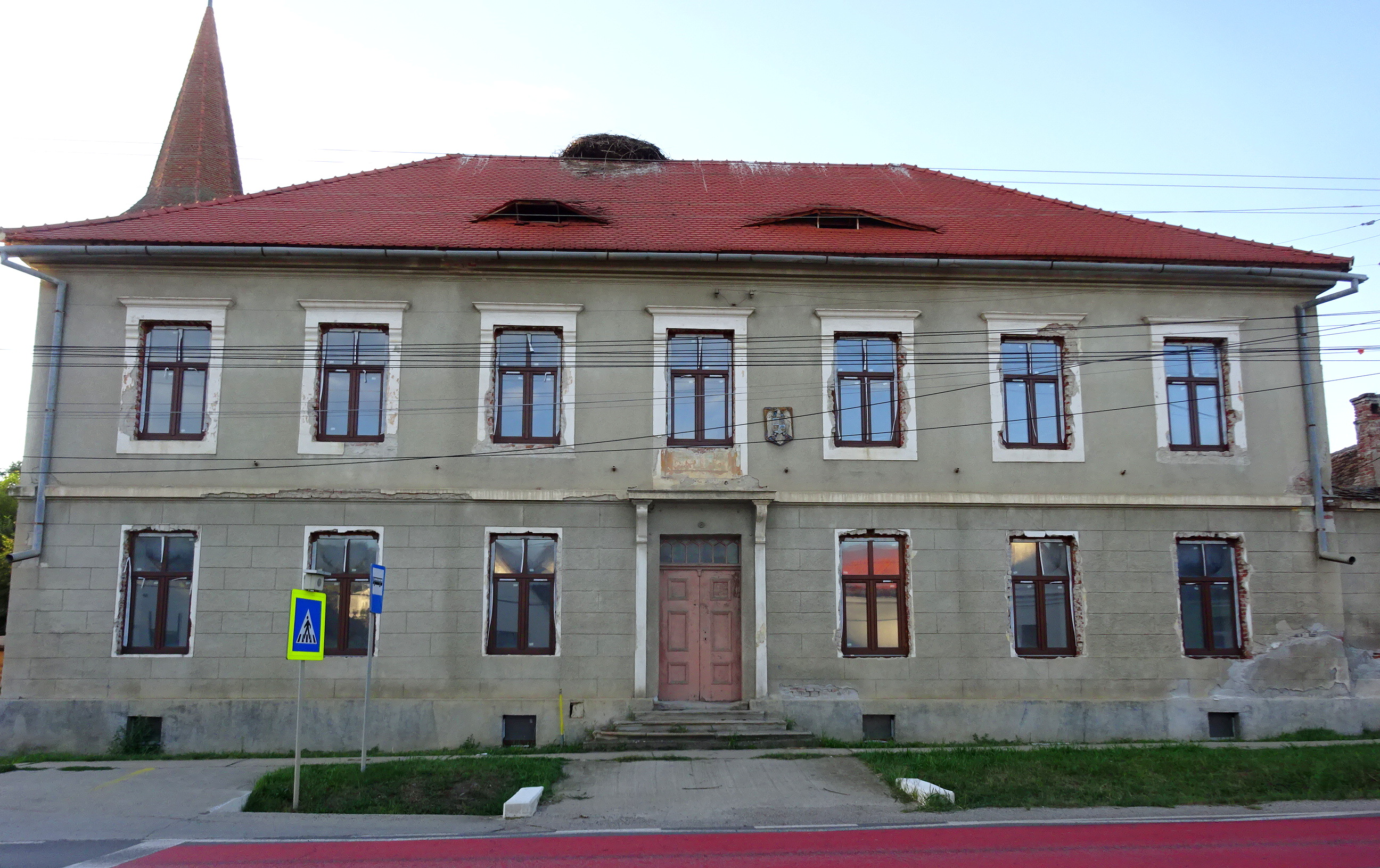
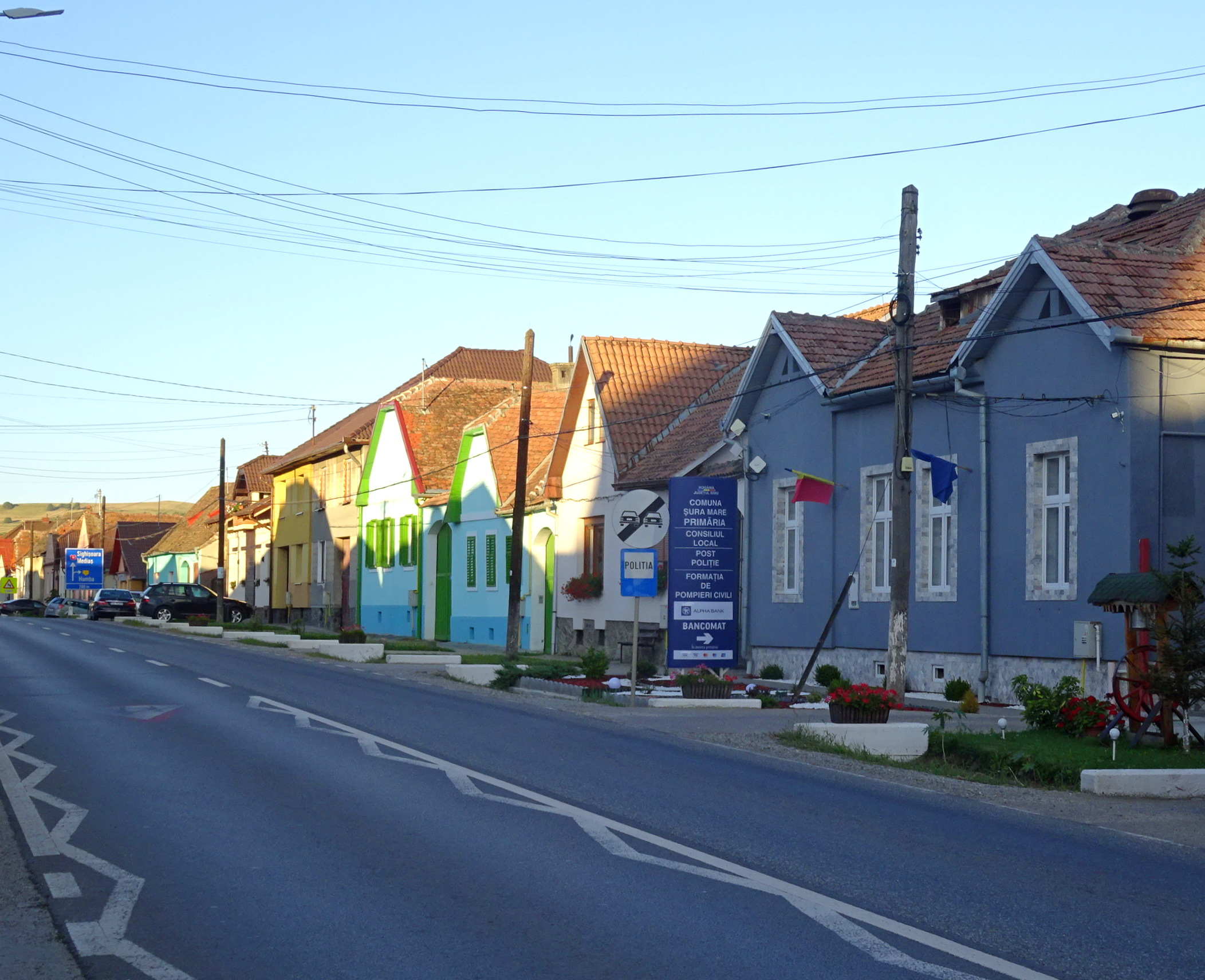
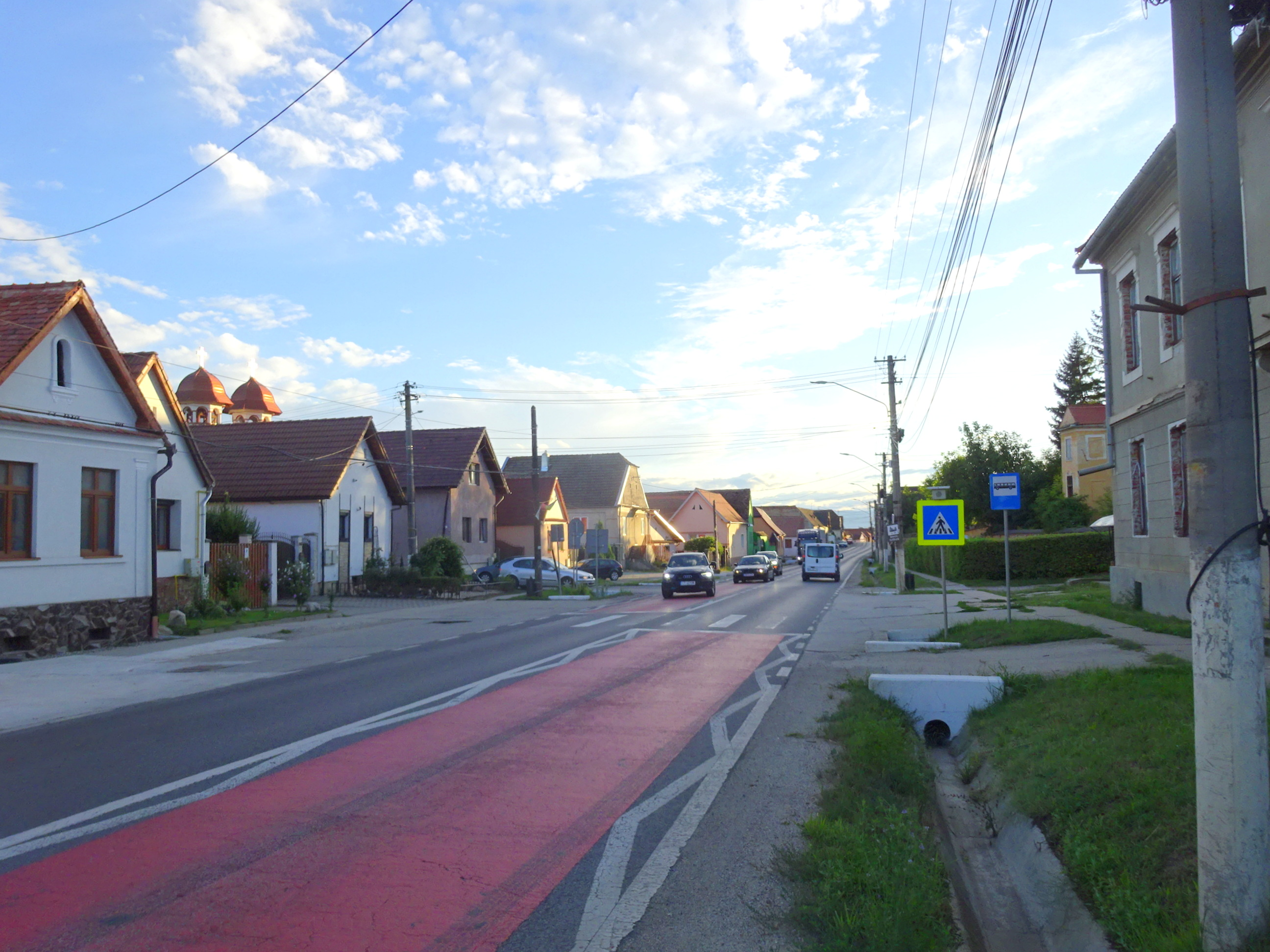
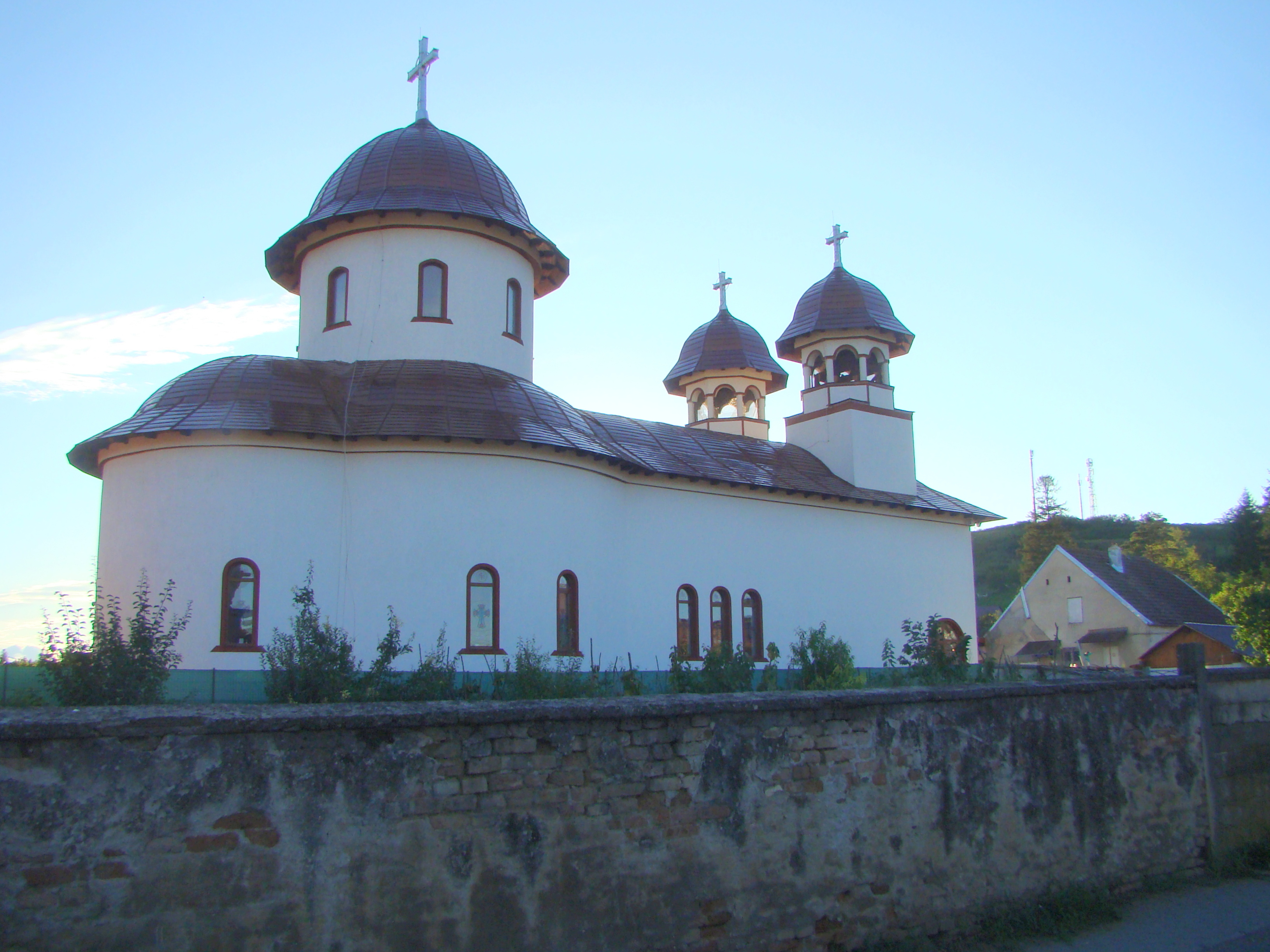
Biserica Sfinții Arhangheli
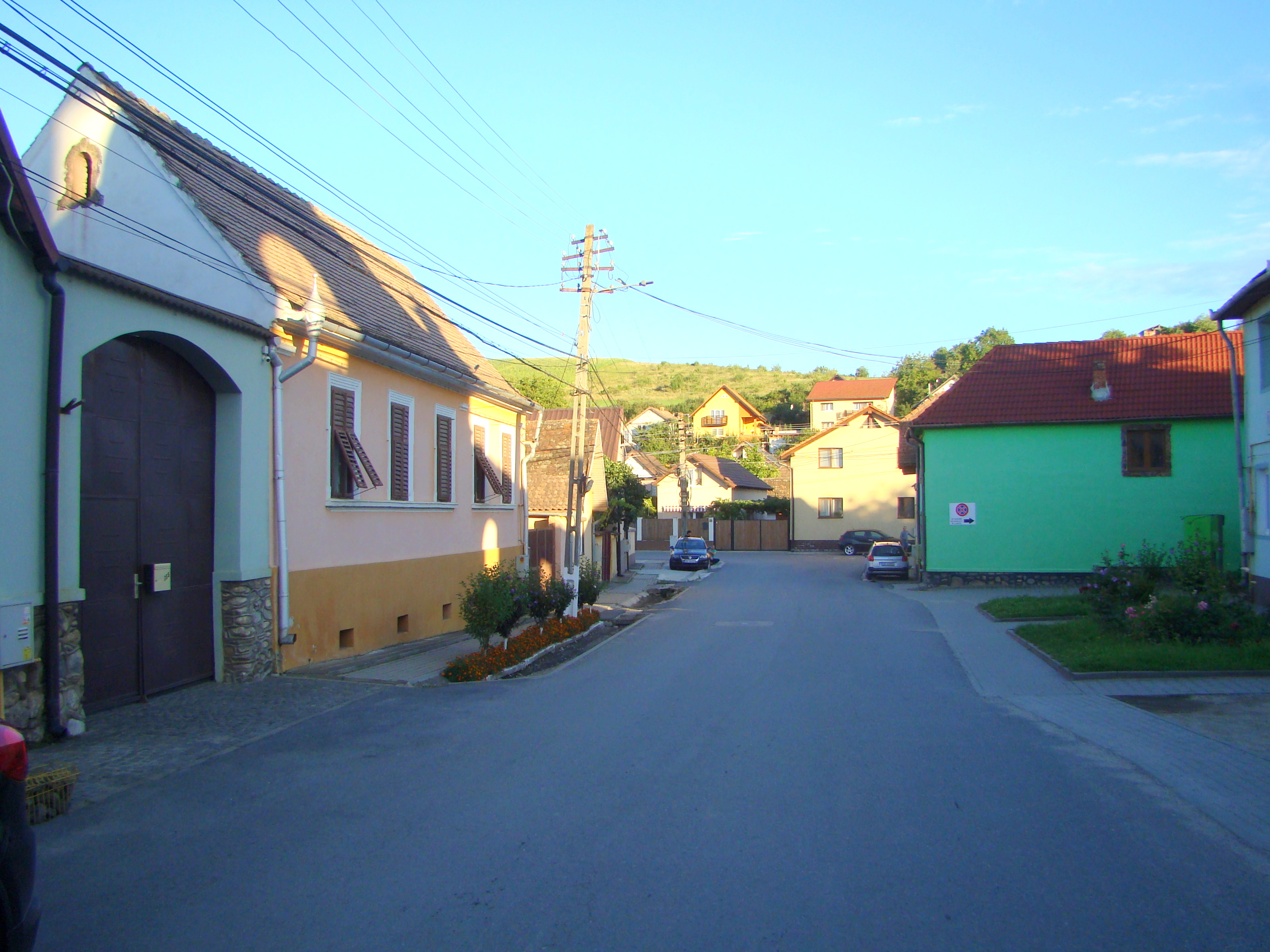
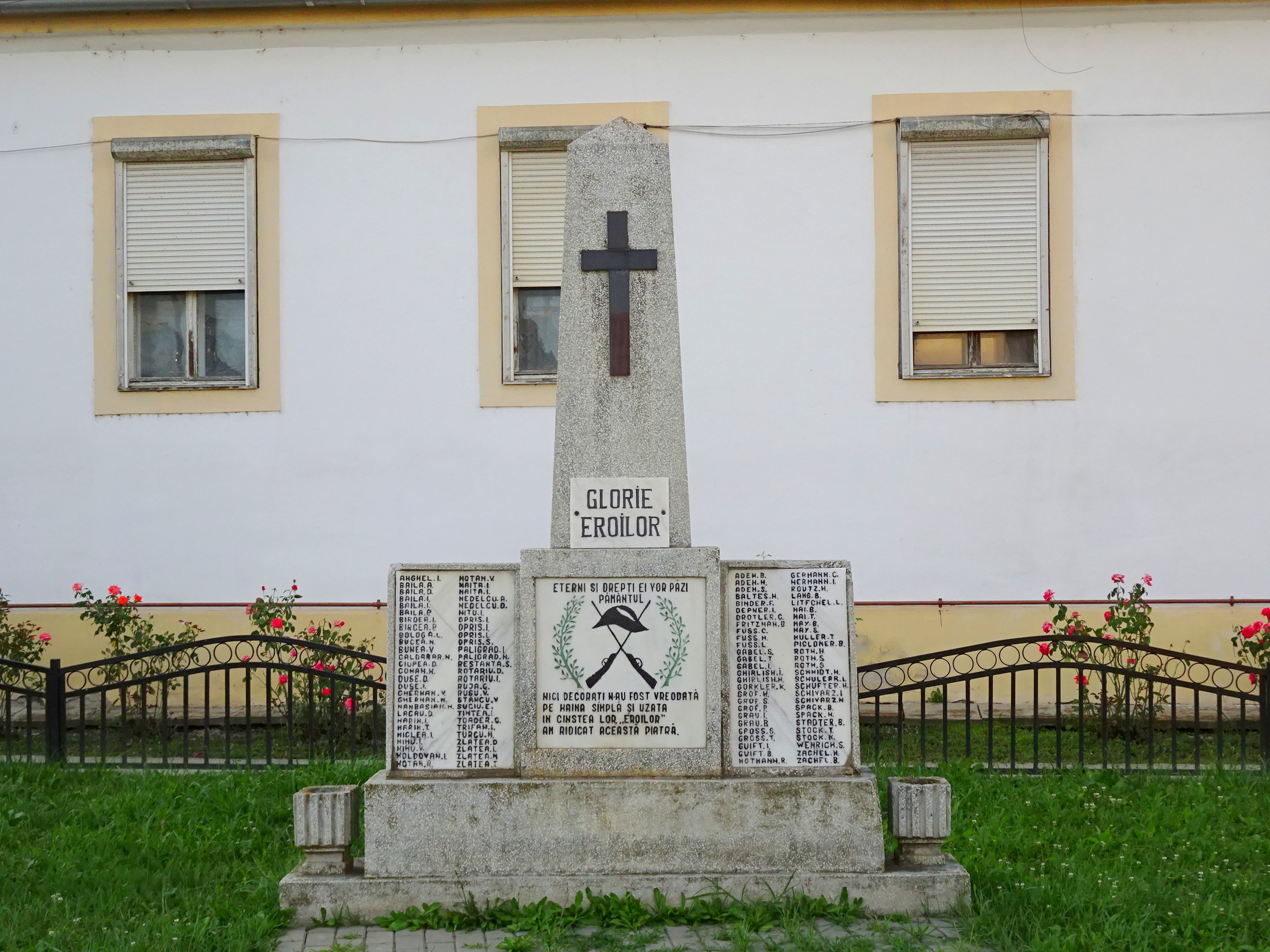
Monumentul Eroilor
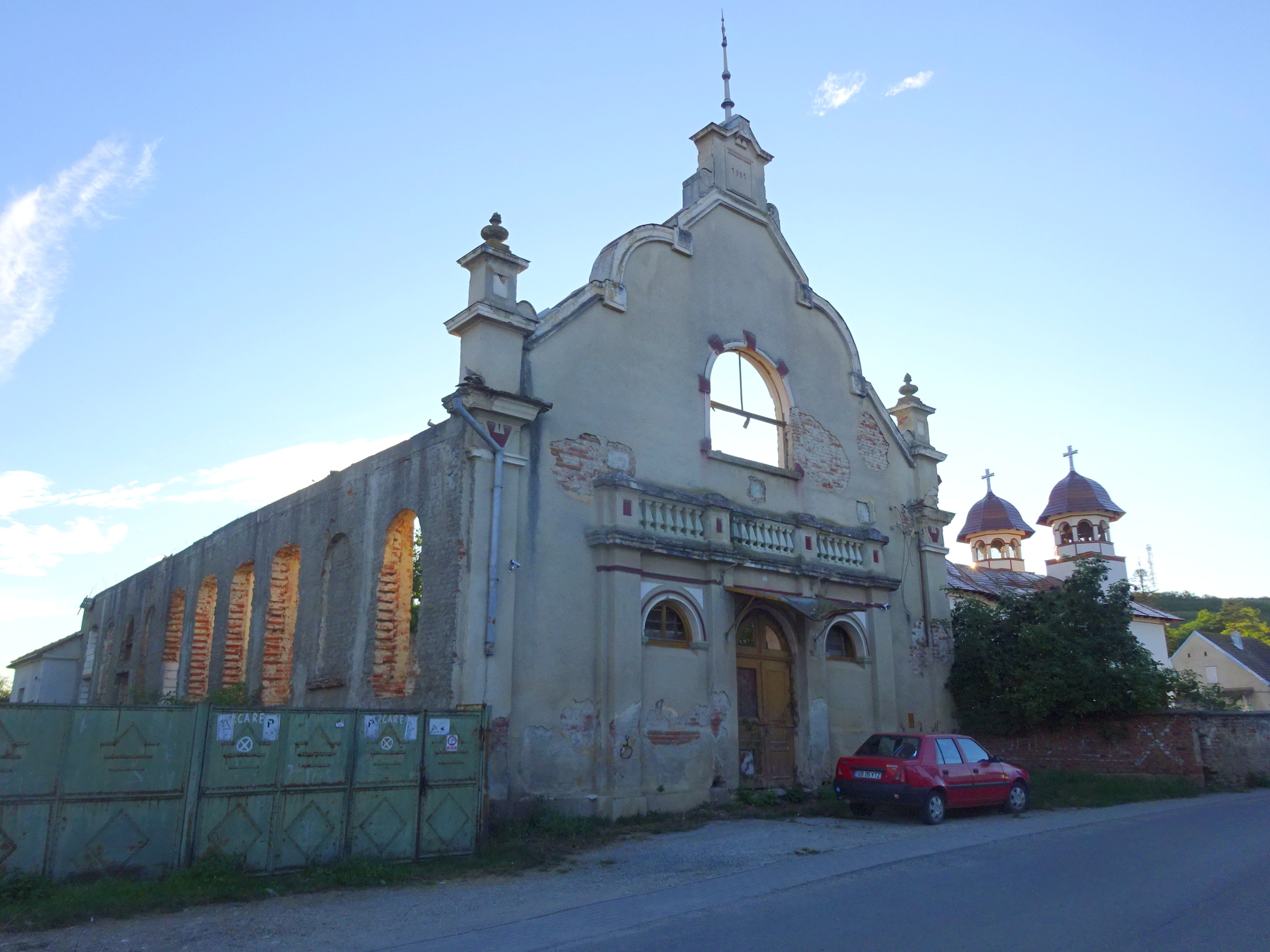
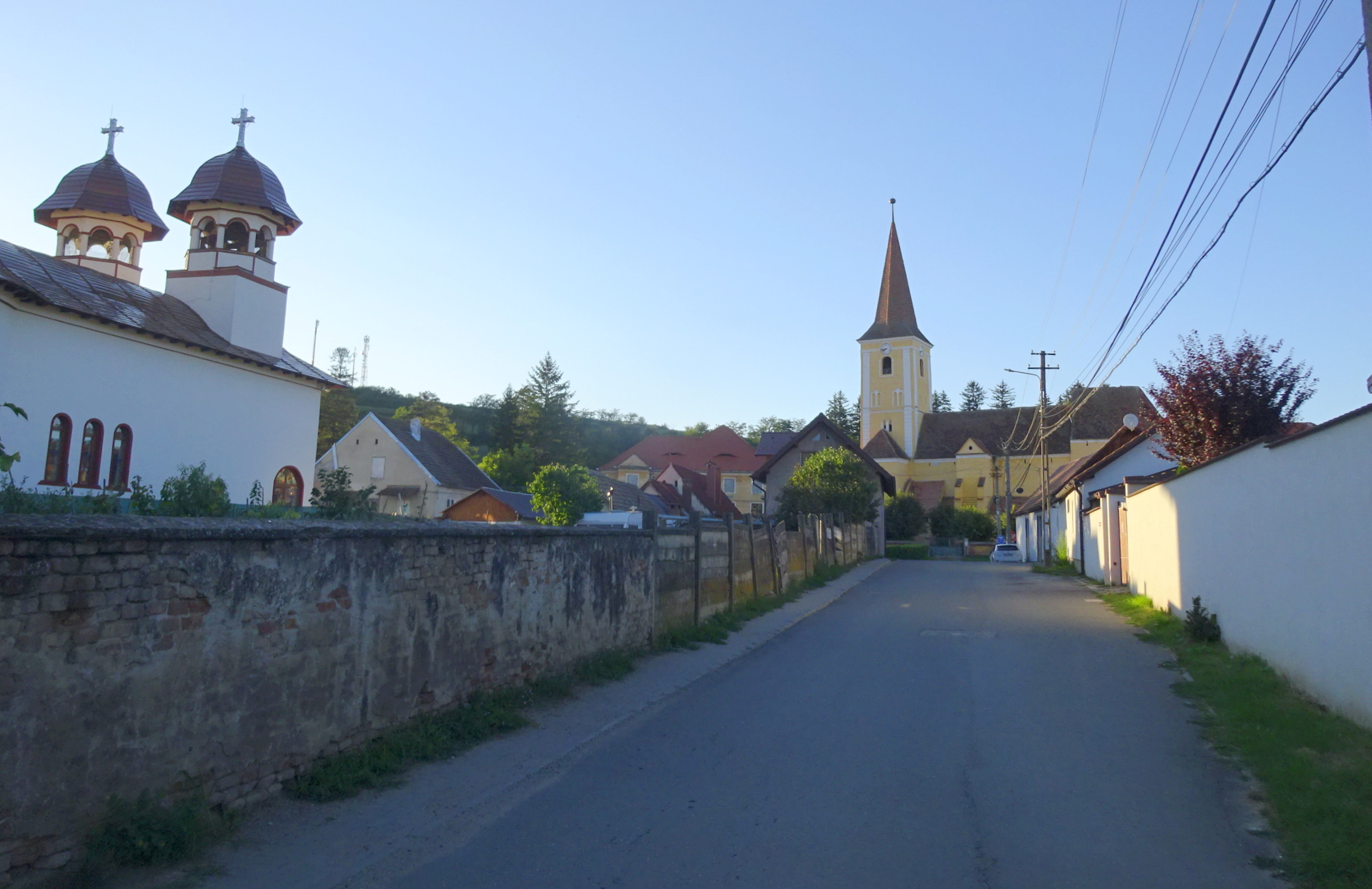
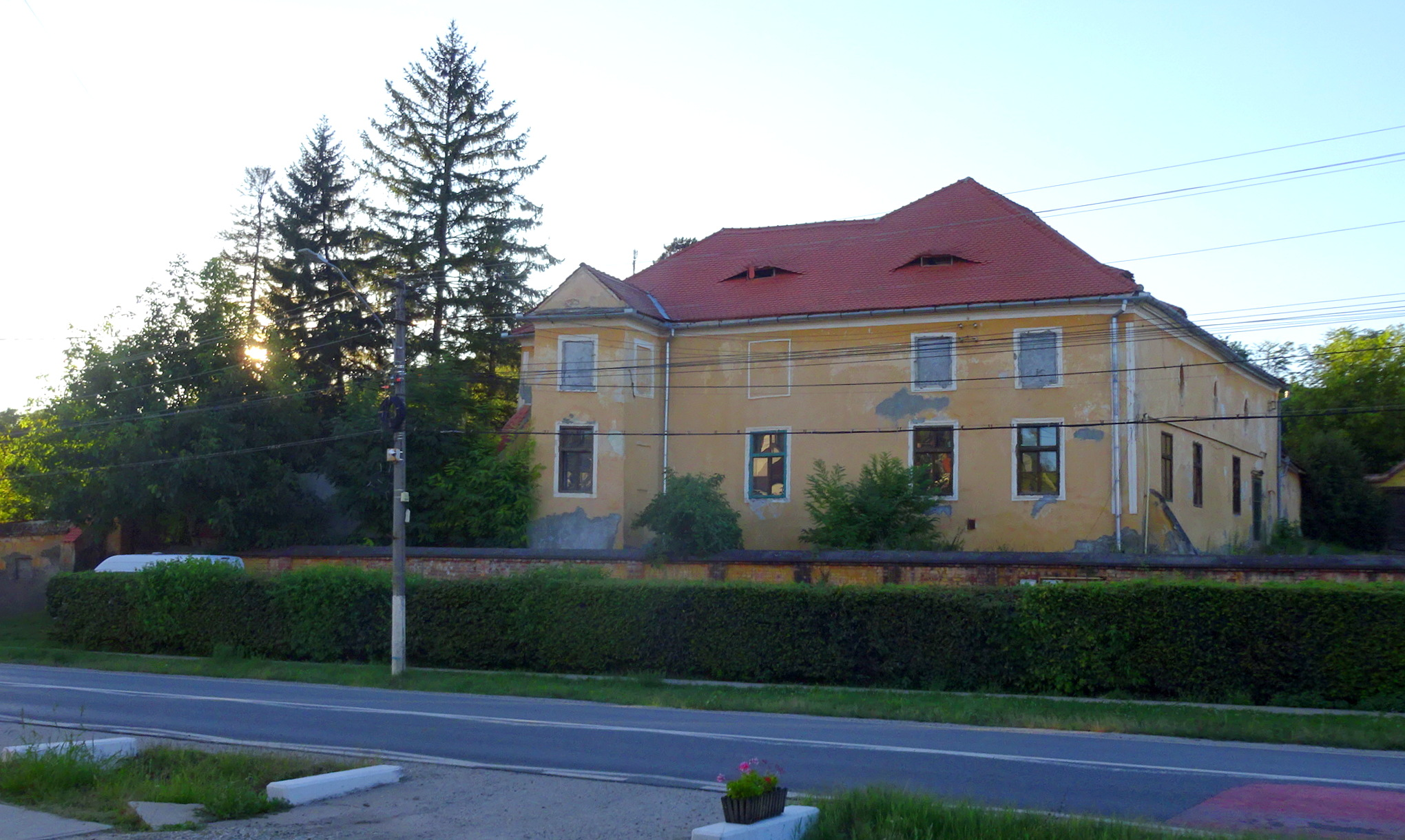
Casa parohială evanghelică (monument istoric)
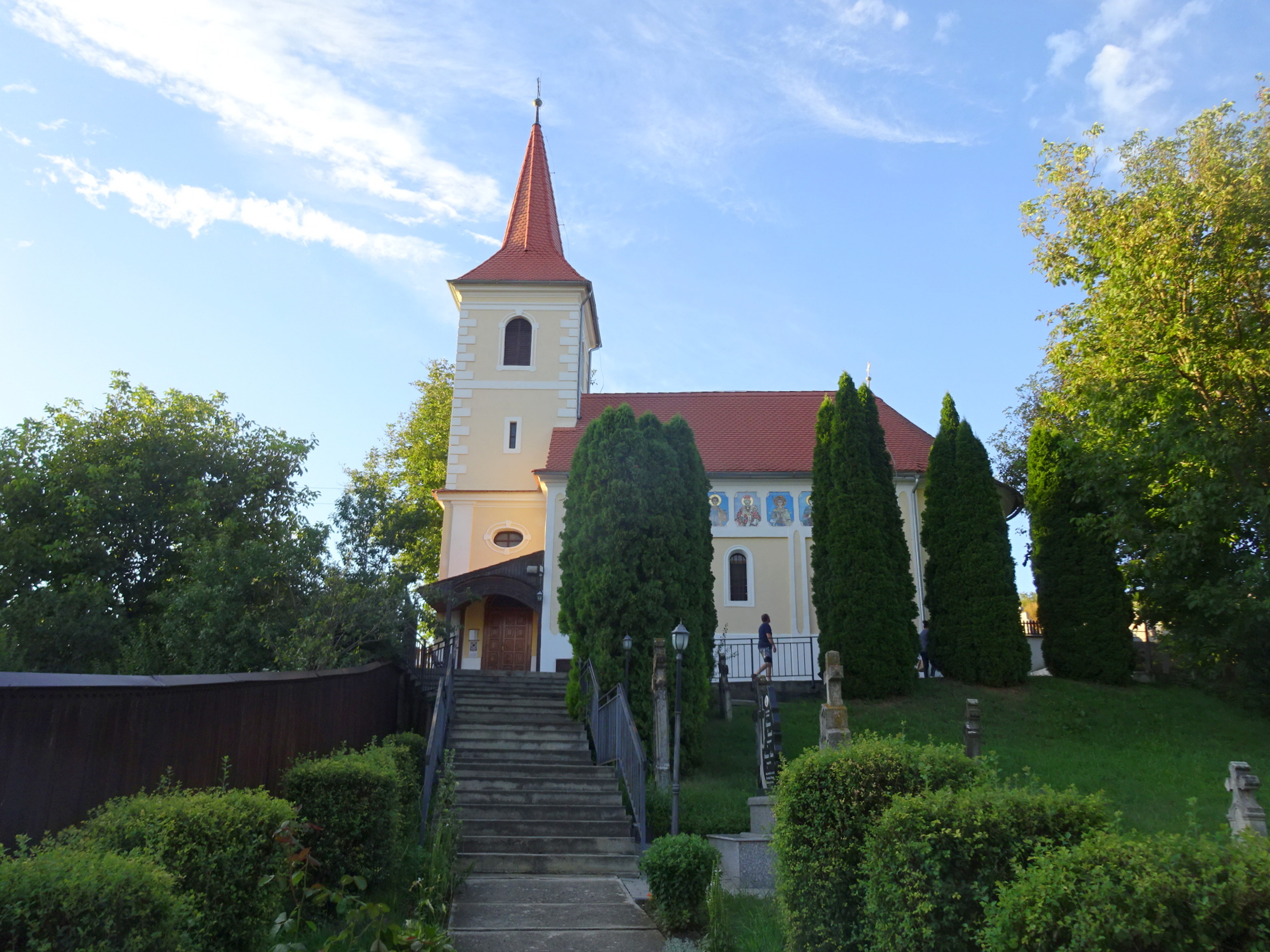
Biserica Buna Vestire din Șura Mare (monument istoric)
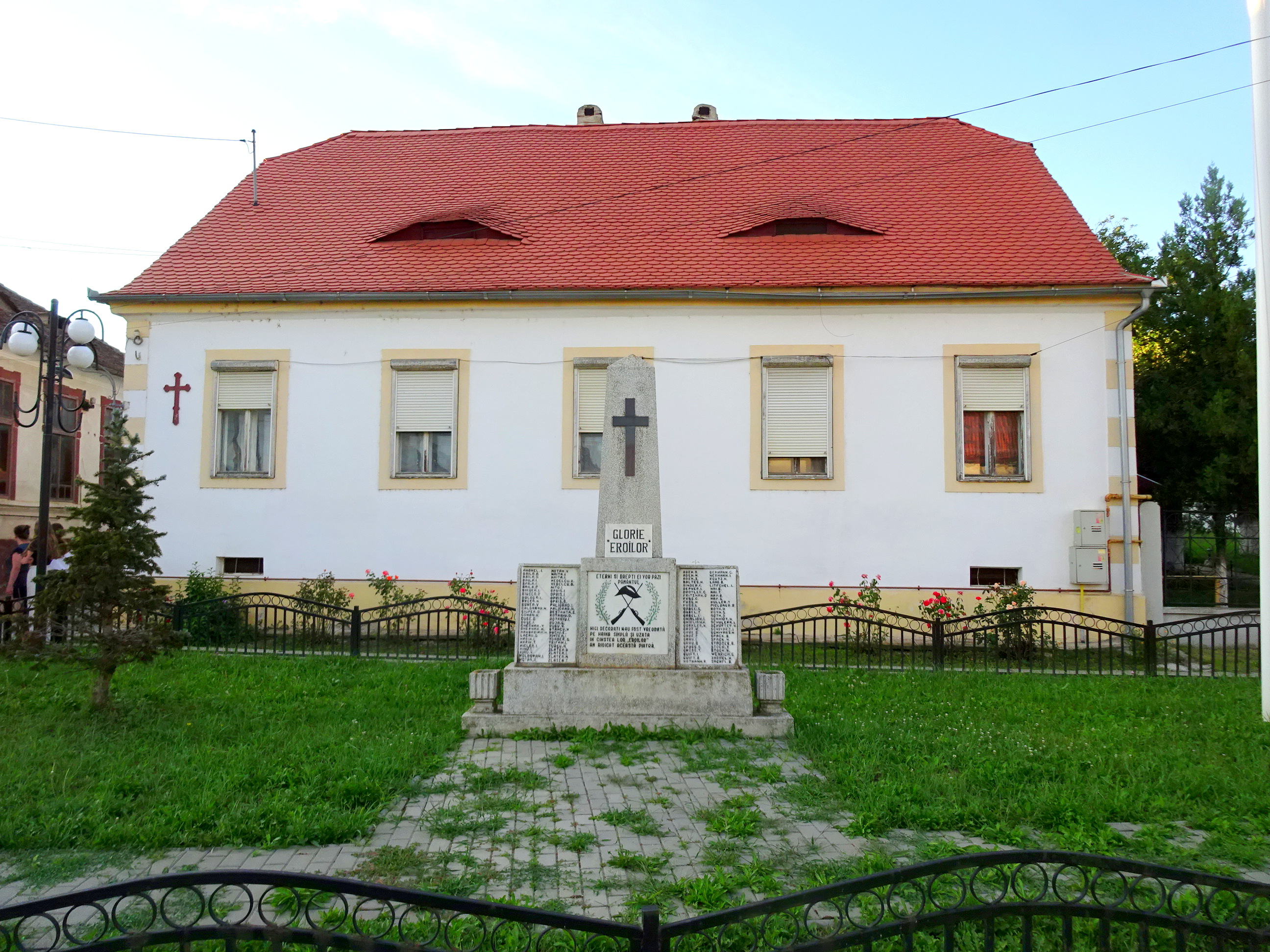
Casa parohială ortodoxă
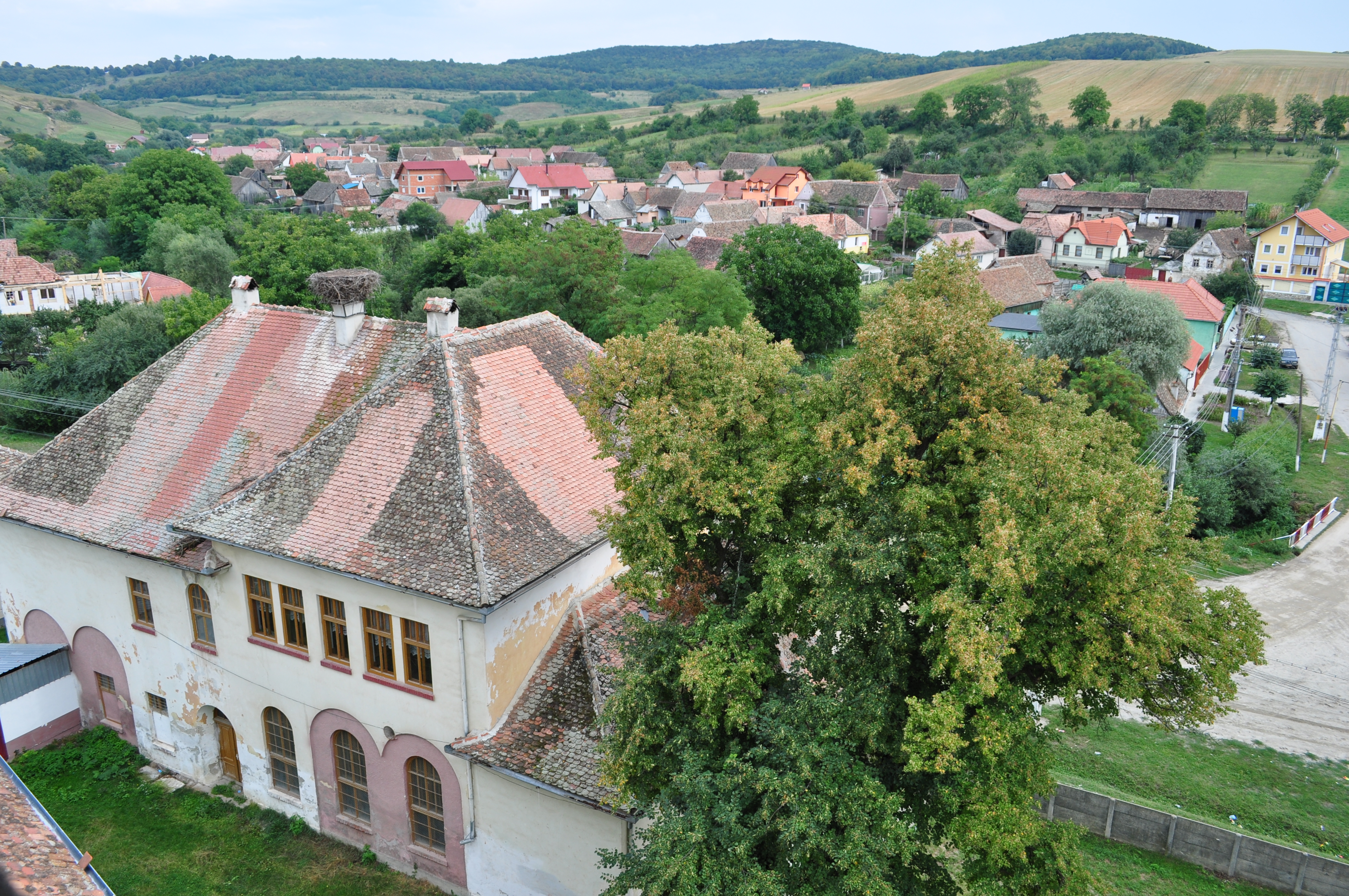
Hamba
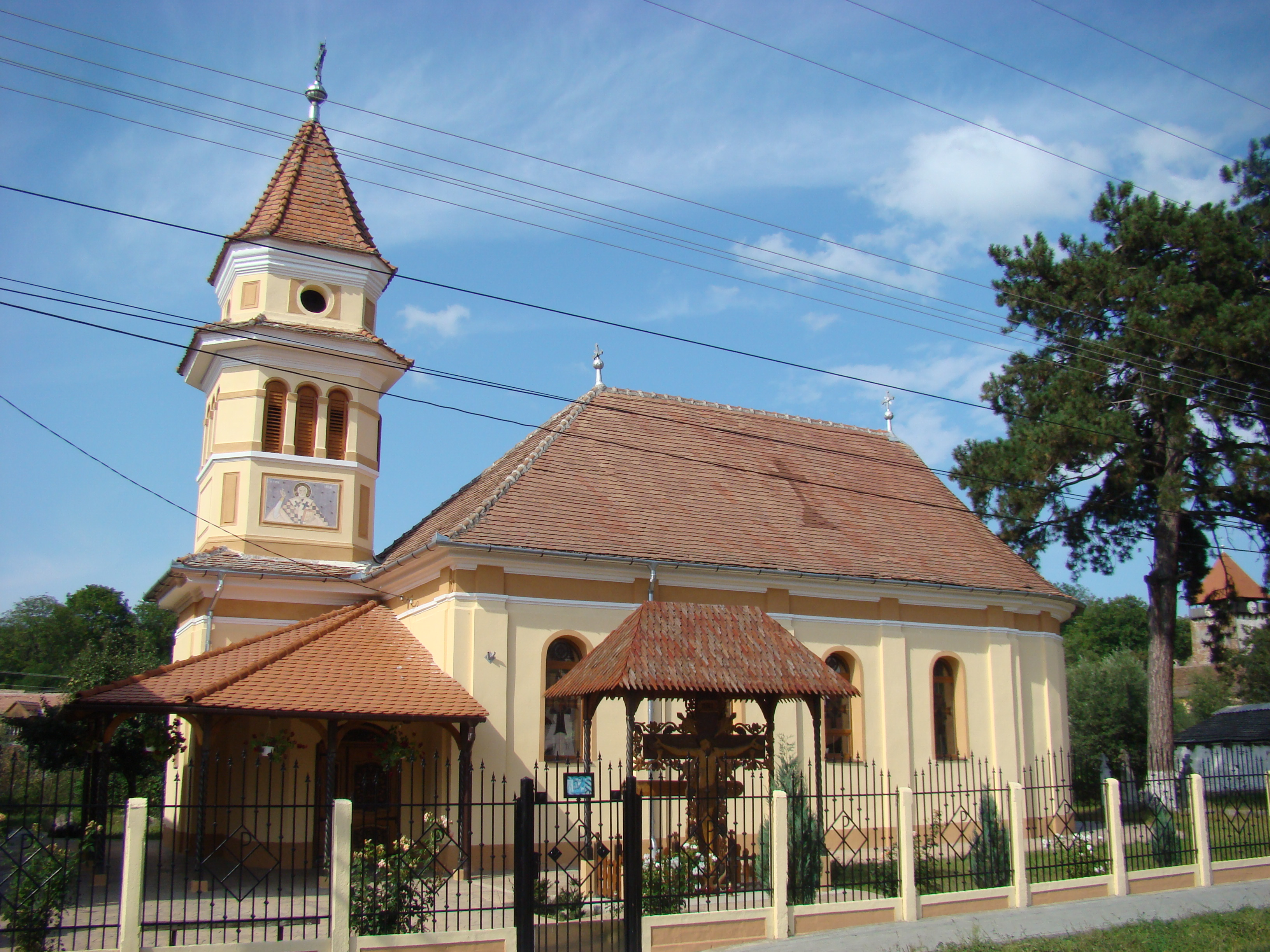
Biserica ortodoxă „Sfântul Nicolae”
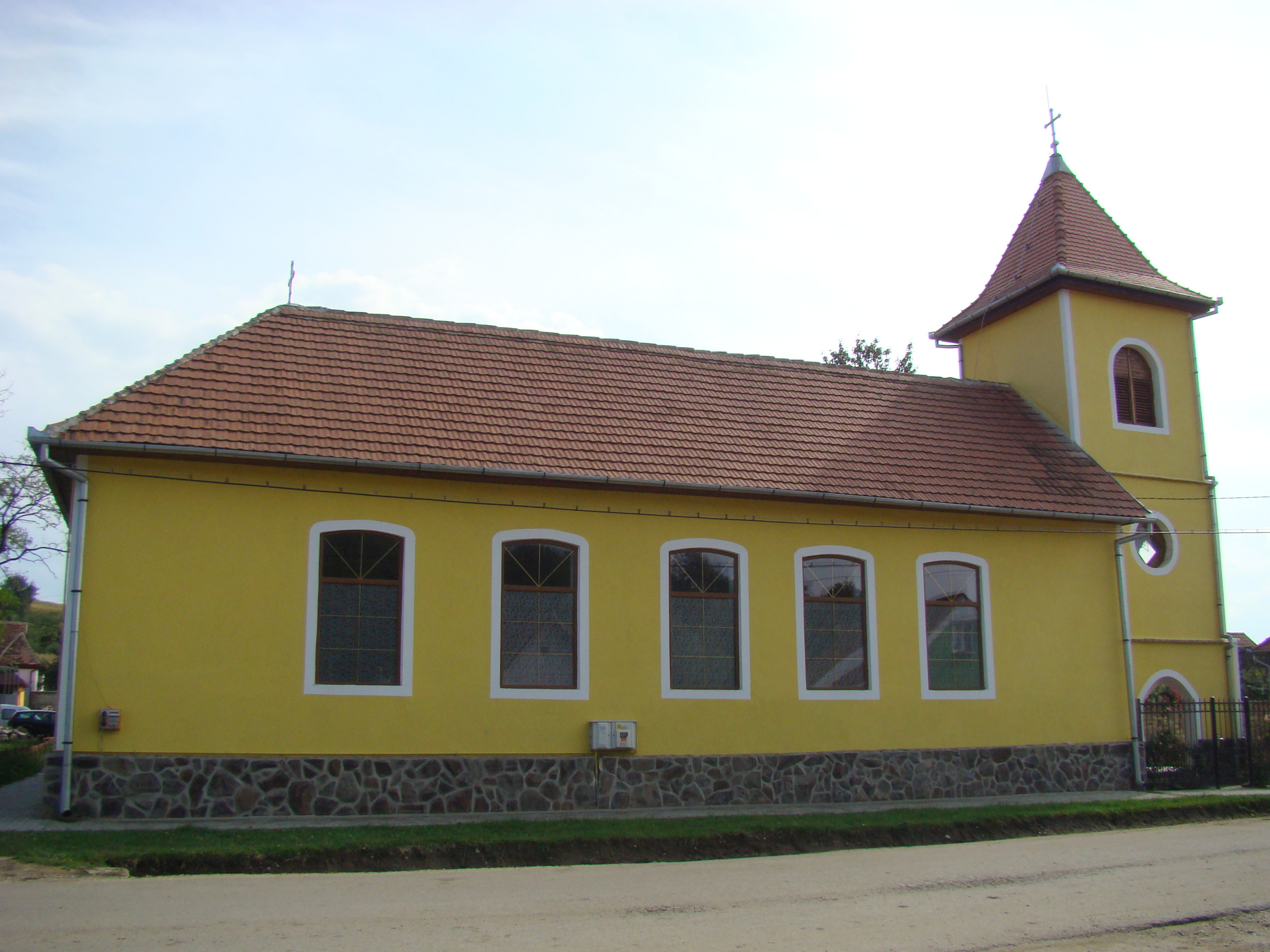
Biserica greco-catolică (1885)
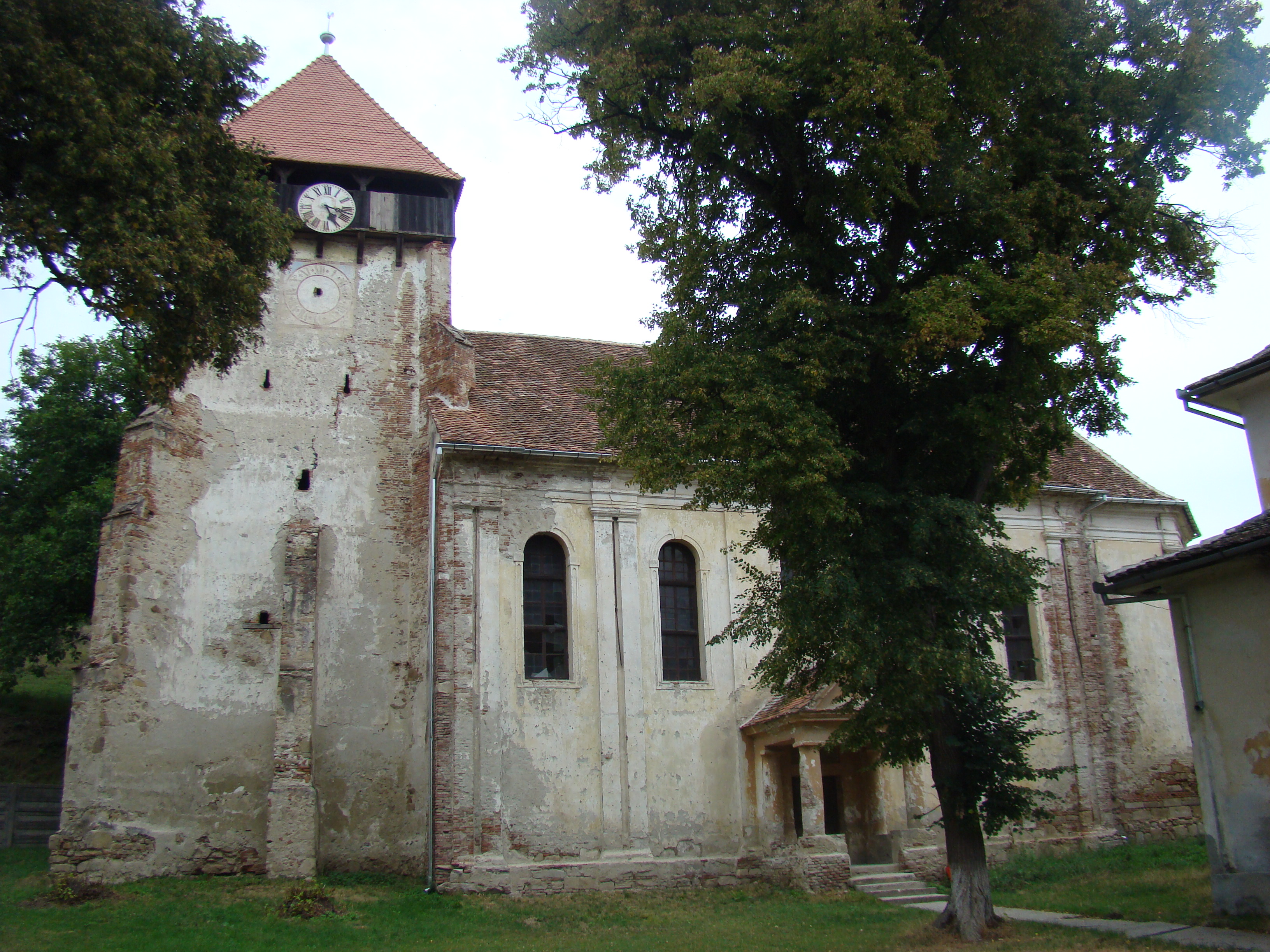
Biserica evanghelică (monument istoric)